# Rizabek Aitmujan
Rizabek Aitmujan (en kazajo: Ризабек Айтмұхан; Kishkenekol, 29 de abril de 2004) es un deportista kazajo que compite en lucha libre.
Ganó una medalla de oro en el Campeonato Mundial de Lucha de 2023 y una medalla de plata en el Campeonato Asiático de Lucha de 2023, ambas en la categoría de 92 kg.

## Palmarés internacional
| Campeonato Mundial  | Campeonato Mundial  | Campeonato Mundial | Campeonato Mundial |
| Año                 | Lugar               | Medalla            | Categoría          |
| ------------------- | ------------------- | ------------------ | ------------------ |
| 2023                | Belgrado (Serbia)   | Medalla de oro     | 92 kg              |
| Campeonato Asiático |                     |                    |                    |
| Año                 | Lugar               | Medalla            | Categoría          |
| 2023                | Astaná (Kazajistán) | Medalla de plata   | 92 kg              |